# 南诏蝎蛉
南诏蝎蛉（学名：Panorpa nanzhao），一种于中国云南省大理市苍山地区兰峰东坡发现的长翅目昆虫，隶属于蝎蛉科蝎蛉属滴蝎蛉组团（Panorpa guttata group）。种小名源自大理地区的历史古国－南诏国。

## 鉴别特征
南诏蝎蛉与廖氏蝎蛉（Panorpa liaoi）相似，几乎无翅斑，雄性腹部第6至第8节为黑色。但本种雄性的下生殖板长度为生殖基片长度的1/3；阳基侧突二分叉；阳茎背突叶状，端部渐尖；雌性生殖板主板宽，外缘几乎平行。